# 차탈리즘
거시경제학에서 차탈리즘(영어: Chartalism)은 역사적으로 화폐가 물물교환 문제에 대한 자발적인 해결책이나 부채를 토큰화하는 수단이 아니라 경제 활동을 지시하려는 국가의 시도와 함께 역사적으로 발생했다고 주장하는 화폐 이론이다.